# Canthon circulatus
Canthon circulatus är en skalbaggsart som beskrevs av Edgar von Harold 1868. Canthon circulatus ingår i släktet Canthon och familjen bladhorningar. Inga underarter finns listade.